# Polyommatus pulchella
Polyommatus pulchella is een vlinder uit de familie van de Lycaenidae. De wetenschappelijke naam van de soort is voor het eerst gepubliceerd in 1951 door Georges Bernardi.
De soort komt voor in Tadzjikistan.